# Jukong
Jukong is een bestuurslaag in het regentschap Bangkalan van de provincie Oost-Java, Indonesië. Jukong telt 3037 inwoners (volkstelling 2010).